# وارين ستورم
وارين ستورم (بالإنجليزية: Warren Storm)‏ هو مغني وكاتب أغاني أمريكي، ولد في 18 فبراير 1937.

## وصلات خارجية
- وارين ستورم على موقع IMDb (الإنجليزية)
- وارين ستورم على موقع ميوزك برينز (الإنجليزية)
- وارين ستورم على موقع أول ميوزيك (الإنجليزية)
- وارين ستورم على موقع ديسكوغز (الإنجليزية)
- وارين ستورم على موقع قاعدة بيانات الفيلم (الإنجليزية)